# 東田町 (川越市)
東田町（ひがしたまち）は、埼玉県川越市に存在する町丁である。現行行政地名は東田町のみ。丁番を持たない単独町名である。郵便番号は350-1114。

## 概要
東田町は川越市内の中心市街地にある町である、川越駅（JR川越線・東武東上本線）、川越市駅（東武東上本線）、本川越駅（西武新宿線）から西側に近い場所に位置する。当町の北端に川越線が、東端に西武新宿線がそれぞれ直線に沿っている。周辺の他の町丁では、西に野田町、南に脇田新町、西武新宿線を挟む東に脇田本町、川越線を挟む北に田町とそれぞれ接する。

## 歴史
- 1965年（昭和40年）8月1日 - 町名地番整理の実施に伴ない、大字野田の一部より東田町が成立[5]。

## 世帯数と人口
2017年（平成29年）10月1日現在の世帯数と人口は以下の通りである。
| 町丁   | 世帯数    | 人口    |
| ------ | --------- | ------- |
| 東田町 | 1,033世帯 | 2,229人 |

## 小・中学校の学区
市立小・中学校に通う場合、学区は以下の通りとなる。
| 番地   | 小学校             | 中学校               |
| ------ | ------------------ | -------------------- |
| 1〜8   | 川越市立中央小学校 | 川越市立富士見中学校 |
| その他 | 川越市立泉小学校   | 川越市立富士見中学校 |

## 交通

### 鉄道
JR川越線・東武東上本線の川越駅、東武東上本線の川越市駅、西武新宿線の本川越駅がそれぞれ当町から東側に近い場所で、いずれも徒歩でも辿りつけるが、上記のいずれのバスでの移動も可能である（川越市駅を除く）。この他、当町の南方面にある西武新宿線の南大塚駅まで上の川越シャトルでの移動が可能であるが、距離的には当町から遠い場所にある。

### バス
当町内にある前原停留所（河岸街道上にある）から以下のバス路線が運行している。
- 西武バス（川越営業所35・36系統）　-　35は本川越駅発着から川越駅西口を経て、36は川越駅西口発着で、いずれも当町周辺を廻り尚美学園大学、川越水上公園、かすみ野方面へ結ぶ。
- 川越シャトル（21・22系統）　-　川越市のコミュニティバスで、川越駅西口発着で当町周辺を経由し南大塚駅北口まで結ぶ。

### 道路
この当町内には国道や埼玉県道は通過していない（近隣に国道16号や埼玉県道160号川越北環状線が通る）。
- 河岸街道（川越市道）[7]　-　当町の南端（脇田新町との境）に繋がっている。

## 施設
- 川越市立富士見中学校
- 東田町自治会集会所
- 東田町第一公園
- 東田町第二公園
- 東田町第三公園